# Tinfea

Situación de Tinfea en Epiro.

Tinfea o  (en griego antiguo: Τυμφαία, romanizado: Tymphaía) fue un territorio de la Antigua Grecia, concretamente situado en la región del Epiro habitado por los tinfeos, una tribu de griegos del noroeste que pertenecía al estado tribal o koinón de los molosos.

## Historia
Debido a la gran densidad de topónimos griegos que conservan rasgos arcaicos, parece que hablantes de la idioma protogriego habitaron una región que incluía Tinfea antes de las migraciones de finales de la Edad del Bronce (finales del III-principios del II milenio a. C.) durante varios siglos o incluso milenios antes. Tinfea y sus habitantes griegos, los tinfeos, deben su nombre al monte Tinfe. Eginio era su ciudad, fronteriza con Trice y Eticia. Los tinfeos y los tesalios que vivían al sur del del Peneo, se disputaban sus fuentes.
Hacia el año 350 a. C., Tinfea fue conquistada por Filipo II (r. 359-336 a. C.) e incorporada al Reino de Macedonia como parte de Alta Macedonia.
El nativo más famoso de Tinfea fue Poliperconte, regente de Alejandro III (r. 336-323 a. C.). Era hijo de Simmias, gobernante de los tinfeos hacia el 370 a. C.
Los tinfeos eran griegos que pertenecían a la tribu más amplia de los molosos. Eran una de las tribus epirotas del grupo griego del noroeste. Adoraban a Zeus bajo el nombre de «Deipaturos».